# Зинкевич, Михаил Михайлович
Михаи́л Миха́йлович Зинке́вич (1883—1945) — герой Первой мировой войны, участник Белого движения, генерал-майор, во время Второй мировой войны коллаборационист.

## Биография
Православный.
Окончил Владимирский Киевский кадетский корпус (1900) и Константиновское артиллерийское училище (1902), откуда выпущен был подпоручиком в 5-ю артиллерийскую бригаду.
Чины: поручик (1905), штабс-капитан (1909), капитан (1910), подполковник (1915), полковник (6.12.1916), генерал-майор.
Участвовал в русско-японской войне в рядах 6-й Восточно-Сибирской стрелковой артиллерийской бригады, за боевые отличия был награждён тремя орденами, в том числе орденом св. Анны 4-й степени с надписью «за храбрость». После войны — в 35-й артиллерийской бригаде. В 1910 году окончил Николаевскую военную академию по 1-му разряду. С 1 ноября 1910 по 1 ноября 1912 года отбывал цензовое командование ротой в 1-м Финляндском стрелковом полку.
26 ноября 1912 года назначен старшим адъютантом штаба 20-й пехотной дивизии, с которой вступил в Первую мировую войну. 6 декабря 1915 года произведен в подполковники и назначен и. д. начальника штаба Сибирской казачьей бригады на Кавказском фронте. В 1917 году был назначен командиром 12-го Кавказского пограничного пехотного полка. С 17 января 1918 года — и. д. начальника штаба Сводного армянского отряда. 16 марта 1918 года произведён в полковники (со старшинством с 6 декабря 1914 года). Был награждён орденом Св. Георгия 4-й степени:
За то, что в бою в ночь на 30 июня 1916 года за укрепленную позицию турок к западу и северо-западу от с. Мусад-Куми (высота 3250), находясь в должности начальника штаба боевого участка, под сильным ружейным и артиллерийским огнем противника произвел разведку укрепленной неприятельской позиции. На основании данных добытых разведкой, составил план действий отряда и принимая самое деятельное участие в выполнении этого плана, способствовал нашим частям одержать решительную победу над превосходным противником. При преследовании турок 21-го июля лично повел две сотни в атаку и несмотря на губительный огонь противника ворвался в г. Байбурт, рассеял отступающие турецкие колонны и захватил пленных.

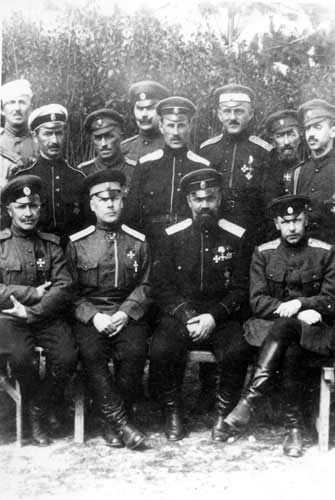
Командование 1-го армейского корпуса в Болгарии. Генерал М. М. Зинкевич — первый слева, стоит. Велико-Тырново, 2 апреля 1922.

В 1918 году вступил в Добровольческую армию. Участвовал во 2-м Кубанском походе в должности помощника командира Партизанского пехотного полка. В 1920 году — генерал-майор и помощник начальника Алексеевской пехотной дивизии. Был инспектором классов Николаевского кавалерийского училища, возрожденного в Галлиполи. В эмиграции в Болгарии. Был назначен командиром Алексеевского пехотного полка после отъезда Г. К. Гравицкого в СССР в 1922 году. Возглавлял болгарский отдел Общества галлиполийцев, издавал журнал «Галлиполийский вестник». К десятилетию высадки в Галлиполи подготовил доклад «Основание и путь Добровольческой армии, 1917—1930» (София, 1930), изданный в виде отдельной брошюры. В 1931 году возглавил группу 1-го армейского корпуса и Алексеевского полка в Болгарии. После смерти генерал-майора А. В. Фока в 1937 году, стал председателем Общества галлиполийцев, главное правление которого переехало из Парижа в Софию.
Во время Второй мировой войны, 29 апреля 1942 года поступил на службу в Русский охранный корпус, где занимал должности: командира 1-го батальона 1-го полка, командира 2-го батальона 2-го полка (1944), командир 3-го батальона Сводного полка (1944) и, наконец, командира 5-го полка в чине оберст-лейтенанта (1944). Скончался 23 февраля 1945 года от ран, полученных в бою с партизанами Тито в городе Бусовача.

## Награды
- Орден Святой Анны 4-й степени с надписью «За храбрость» (1904);
- Орден Святого Станислава 3-й степени с мечами и бантом (1905);
- Орден Святой Анны 3-й степени с мечами и бантом (1906);
- Орден Святого Станислава 2-й степени с мечами (Приказ Кавказской армии 11 ноября 1915 года № 157);
- Орден Святого Владимира 4-й степени с мечами и бантом (Приказ Кавказской армии 12 мая 1916 года № 258);
- Орден Святой Анны 2-й степени с мечами (Приказ Кавказской армии 26 августа 1916 года № 403);
- Высочайшее благоволение (Высочайший приказ 21 декабря 1916 года);
- Орден Святого Георгия 4-й степени (Приказ № 139 по Кавказскому фронту 13.05.1918).